# سیارک ۵۵۵۴
سیارک ۵۵۵۴ (به انگلیسی: 5554 Keesey، نامگذاری:1985TW1) پنج هزار و پانصد و پنجاه و چهارمین سیارک کشف شده‌است که در ۱۵ اکتبر ۱۹۸۵ کشف شد.
قدر مطلق سیارک برابر ۱۳٫۸۰ است.